# 8123-as mellékút (Magyarország)
A 8123-as számú mellékút egy megközelítőleg 27,5 kilométer hosszú, négy számjegyű mellékút Fejér vármegye északi részén. Elsősorban Zámoly, Gánt községeket és közvetve Csákvár várost köti össze Székesfehérvárral, de fontos szerepe van ez utóbbi város és Oroszlány(–Tatabánya/Tata) összekapcsolásában is.

## Nyomvonala
Az országos közutak nyilvántartását szolgáló kira.gov.hu térképe szerint a 7-es főút székesfehérvári elkerülő szakaszától kezdődik, de az oldal adatbázisa szerint a kilométer-számozása ezen a ponton már az 1+788-as kilométerszelvénynél tart. Ez alapján úgy tűnik, hogy korábban a 81-es főút belvárosi szakaszából (a Móri útból) ágazhatott ki, a Szent Sebestyén térnél; belterületi szakasza előbb a Havranek József utca, majd a Mészáros Lázár utca nevet viselte, az elkerülő út átadása óta azonban ez a belső szakasz már csak önkormányzati útnak minősül.
Az elkerülő út elágazását elhagyva Zámolyi út néven indul, nem sokkal ezután áthalad egy körforgalmon, ami itteni áruházakat szolgál ki, majd kilép a város lakott területéről, majdnem északi irányban haladva. Kevéssel a 7. kilométerének elérése előtt lép át Zámoly területére, a község házait 12,9 kilométer megtétele után éri el, ott a neve Kossuth utca. 14,5 kilométer után kilép a településről, 16,8 kilométer után pedig egy körforgalomba ér: itt keresztezik egymást a 8126-os úttal, amely itt a 11+250-es kilométerszelvényénél jár.
18. kilométere után éri el Gánt határszélét, de még innen is majdnem egy kilométeren át a határvonalat kíséri, csak 18,9 kilométer után lép teljesen gánti területre. A folytatásban Gánt Bányatelep településrésze mellett húzódik el, majd 19,6 kilométer után lehet róla letérni a Balás Jenő Bauxitbányászati Kiállításhoz és a hozzá tartozó nagy kiterjedésű egykori külszíni bauxitbányában kialakított földtani tanösvényhez.
21,1 kilométer után éri el Gánt központjának házait, ott a Petőfi Sándor utca nevet veszi fel,  majd a központtól északra a Hegyalja út nevet viseli. 23,2 kilométer után kilép a házak közül és eléri Csákvár közigazgatási határát; egy darabig a határvonalat kíséri, majd a 24. kilométerét elhagyva teljesen csákvári területre ér. A 24+250-es kilométerszelvényénél beletorkollik a 8121-es út – ez kapcsolja össze Gántot Csákvár központjával –, majd a város külterületéhez tartozó, erdős részek között húzódik tovább. A 8119-es útba beletorkollva ér véget, annak 31+400-as kilométerszelvényénél.
Teljes hossza, az országos közutak térképes nyilvántartását szolgáló kira.gov.hu adatbázisa szerint 27,540 kilométer.